# NGC 7421
NGC 7421 (również PGC 70083) – galaktyka spiralna z poprzeczką (SBbc), znajdująca się w gwiazdozbiorze Żurawia. Odkrył ją John Herschel 30 sierpnia 1834 roku.